# Мамонты Югры
Хоккейный клуб «Мамонты Югры» Ханты-Мансийск — молодёжная команда по хоккею с шайбой из города Ханты-Мансийска. Выступает в Чемпионате молодёжной хоккейной лиги. Является молодёжной командой клуба «Югра». Образована в 2011 году. Бронзовый призёр МХЛ сезонов 2012/2013 и 2018/2019.

## История
В первом же сезоне «Мамонты» вышли в плей-офф, заняв 15-е место в лиге, и дошли до 1/4 финала, в первом раунде обыграв казанский «Барс» 3:2, проигрывая в серии 0:2, а в четвертьфинале уступили «Стальным лисам» из Магнитогорска 1:3.
Во втором сезоне югорчане улучшили свои результаты и в регулярном чемпионате (4-е место в Восточной конференции и 6-е в лиге), и в плей-офф. В Кубке Харламова «Мамонтам» удалось дойти до полуфинала, где они уступили МХК «Спартак» 2:3, и завоевали бронзовые медали.
В сезоне 2013/14 «МЮ» улучшили практически все статистические показатели в своей молодой истории (по количеству побед и поражений, очков, заброшенных и пропущенных шайб), как и год назад заняв 6-е место в регулярном чемпионате. В плей-офф югорчане дошли до 1/4 финала, где уступили «Барсу» 0:3 впервые за трёхлетнюю историю противостояния этих команд в играх на вылет (2012 — 3:2, 2013 — 3:1).
В сезоне 2014/15 «Мамонты», как и в трёх предыдущих сезонах, заняли 6-е место в регулярном чемпионате. В плей-офф югорчане в первом раунде не без труда переиграли екатеринбургский «Авто» 3:2, а уже в 1/8 финала ханты-мансийцы уступили уфимскому «Толпару» 1:3 и впервые в своей истории вылетели на столь раннем этапе.
В начале сезона 2015/16 бессменный тренер «Мамонтов» Павел Езовских пошёл на повышение в «Югру», а на его место был назначен Алексей Тертышный, в итоге, команда впервые не вышла в плей-офф, заняв в Восточной конференции лишь 11 место.
В сезоне 2016/17 «Мамонты» снова не вышли в плей-офф, заняв в конференции лишь 9 место, набрав одинаковое количество очков с «Авто», но по дополнительным показателем в игры на вылет вышли екатеринбуржцы.
В сезоне 2017/18 МЮ вышли в плей-офф впервые за три года, причём сделали это за 11 матчей до конца регулярного сезона и стали первой командой конференции Восток, обеспечившей себе место в матчах на вылет. 18 февраля «Мамонты» обыграли оренбуржских «Сарматов» и досрочно выиграли Восточную конференцию (впервые в своей истории) за 5 матчей до конца регулярного сезона, продлив свою беспроигрышную серию до 14 матчей, что является рекордом клуба, в следующей игре (с теми же «Сарматами») серия оборвалась. Так же клуб установил новые для себя рекорды по победам (40) и проигрышам (9) в основное время, забитым (243) и пропущенным (114) шайбам, очкам (140) и "сухим" матчам (13). Несмотря на то, что команда провела свой лучший регулярный сезон в истории, в плей-офф «МЮ» столкнулись с трудностями. В 1/8 финала не без труда был обыгран казанский «Ирбис» 3:2 (ведя в серии 2:0), а в четвертьфинале югорчане в сухую уступили нижнекамскому «Реактору» 0:3.
На драфте НХЛ 2018 года впервые свои кандидатуры выставили воспитанники «Мамонтов Югры». Кирилл Марченко был выбран под 49-м номером «Коламбус Блю Джекетс», Иван Морозов под 61-м «Вегас Голден Найтс» и Павел Шэн под 212-м «Бостон Брюинз».
В сезоне 2018/19 «Мамонты» обеспечили себе место в плей-офф уже после 49 матчей регулярного сезона. Также в этом сезоне команда второй раз подряд выиграла восточную конференцию и обновила рекорд по проигрышам в основное время (8) и пропущенным шайбам (98). В 1/8 и 1/4 финала «МЮ» с одинаковым счётов в серии (3:2) прошли челябинских «Белых медведей» и омских «ястребов», соответственно. Но в финал, как и 6 лет назад, югорчане выйти не смогли, уступив ярославскому «Локо» в серии 1:3. Вместе с питерским СКА-1946, уступившим в полуфинале «Авто», «Мамонты» получили бронзовые медали чемпионата, во второй раз в своей истории.
В сезоне 2019/20 «Мамонты» обеспечили себе место в плей-офф лишь в последних матчах регулярки, но вылетели в первом же этапе от «Омских ястребов» со счётом в серии 1:3.
«Мамонты»  плохо начали сезон 2020/21, но в концовке сделали хороший рывок и не только обеспечили себе место в плей-офф, но и смогли подняться на 4 место на Востоке в регулярном чемпионате. Однако, в первом же раунде плей-офф МЮ проиграли серию «Толпару» со счётом 1:3.
В сезоне 2021/22 «Мамонты» заняли 3 место в Восточной конференции, при этом установив рекорд клуба по выигранным в основное время матчам и забитым голам в регулярном чемпионате. Однако, вылетели в первом же раунде плей-офф, проиграв "в сухую" серию «Омским ястребам» со счётом 0:3.

## Тренерский штаб
- Старший тренер — Дмитрий Викторович Бурлуцкий
- Тренер — Михаил Анатольевич Комаров
- Тренер вратарей — Сергей Сергеевич Мыльников

## Персонал клуба
- Администратор команды — Константин Борякин
- Врач команды — Константин Мацуцын
- Технический администратор команды — Владимир Назаров
- Массажист команды — Антон Унгурс

## Ежегодные результаты

### Регулярный чемпионат
Примечание: И — количество игр, В — выигрыши в основное время, ВО — выигрыши в овертайме, ВБ — выигрыши по буллитам, ПО — проигрыши в овертайме, ПБ — проигрыши по буллитам, П — проигрыши в основное время, ГЗ — голов забито, ГП — голов пропущено, О — очки.
| Сезон   | И  | В  | ВО | ВБ | ПБ | ПО | П  | О   | ГЗ  | ГП  |
| ------- | -- | -- | -- | -- | -- | -- | -- | --- | --- | --- |
| 2011/12 | 60 | 25 | 1  | 3  | 4  | 3  | 24 | 90  | 177 | 191 |
| 2012/13 | 60 | 32 | 1  | 3  | 6  | 4  | 14 | 114 | 215 | 165 |
| 2013/14 | 56 | 38 | 0  | 3  | 1  | 1  | 13 | 122 | 241 | 140 |
| 2014/15 | 52 | 29 | 5  | 1  | 1  | 1  | 15 | 101 | 176 | 141 |
| 2015/16 | 44 | 14 | 3  | 6  | 3  | 0  | 18 | 63  | 117 | 127 |
| 2016/17 | 60 | 28 | 3  | 3  | 5  | 1  | 20 | 102 | 226 | 172 |
| 2017/18 | 60 | 40 | 5  | 4  | 1  | 1  | 9  | 140 | 243 | 114 |
| 2018/19 | 60 | 40 | 4  | 2  | 3  | 3  | 8  | 98  | 205 | 98  |
| 2019/20 | 64 | 35 | 2  | 3  | 0  | 3  | 21 | 83  | 186 | 127 |
| 2020/21 | 56 | 24 | 4  | 7  | 3  | 4  | 14 | 77  | 160 | 125 |
| 2021/22 | 64 | 42 | 1  | 2  | 2  | 0  | 17 | 92  | 261 | 166 |
| 2022/23 | 50 | 29 | 3  | 0  | 4  | 2  | 12 | 70  | 179 | 123 |
| 2023/24 | 50 | 34 | 3  | 4  | 2  | 0  | 7  | 84  | 175 | 83  |

### Плей-офф
- Сезон 2011/2012

1/8 финала: Мамонты Югры — Барс — 3-2 (0:3, 1:3, 3:2ОТ, 4:2, 6:5ОТ)
1/4 финала: Мамонты Югры — Стальные Лисы — 1:3 (2:4, 1:3, 6:2, 3:8)
- Сезон 2012/2013

1/8 финала: Мамонты Югры — Барс — 3:1 (6:5, 2:3Б, 3:1, 4:3ОТ)
1/4 финала: Мамонты Югры — Авто — 3:0 (2:1, 4:3, 3:0)
1/2 финала: Мамонты Югры — МХК Спартак — 2:3 (4:3ОТ, 0:5, 2:1ОТ, 1:2, 1:2ОТ)
- Сезон 2013/2014

1/16 финала: Мамонты Югры — Снежные Барсы — 3:0 (2:1, 3:1, 5:4)
1/8 финала: Мамонты Югры — Толпар — 3:2 (4:1, 3:2ОТ, 2:4, 4:5ОТ, 3:2ОТ)
1/4 финала: Мамонты Югры — Барс — 0:3 (0:2, 1:2Б, 2:3ОТ)
- Сезон 2014/2015

1/16 финала: Мамонты Югры — Авто — 3:2 (0:3, 6:2, 5:4, 3:4, 4:1)
1/8 финала: Мамонты Югры — Толпар — 1:3 (3:4, 1:4, 4:3, 3:4)
- Сезон 2015/2016

Участие не принимали
- Сезон 2016/2017

Участие не принимали
- Сезон 2017/2018

1/8 финала: Мамонты Югры — Ирбис — 3:2 (9:1, 4:1, 1:4, 1:3, 2:1)
1/4 финала: Мамонты Югры — Реактор — 0:3 (3:5, 1:3, 3:4)
- Сезон 2018/2019

1/8 финала: Мамонты Югры — Белые Медведи — 3:2 (4:3, 2:1, 1:2ОТ, 2:3, 5:2)
1/4 финала: Мамонты Югры — Омские Ястребы — 3:2 (2:4, 1:0, 2:1, 1:2, 5:1)
1/2 финала: Мамонты Югры — Локо — 1:3 (1:6, 2:1, 1:3, 2:3)
- Сезон 2019/2020

1/8 финала: Мамонты Югры — Омские Ястребы — 1:3 (1:2, 2:1, 0:2, 1:2)
- Сезон 2020/2021

1/8 финала: Мамонты Югры — Толпар — 1:3 (2:3, 3:7, 3:2, 4:5ОТ)
- Сезон 2021/2022

1/8 финала: Мамонты Югры — Омские Ястребы — 0:3 (1:2, 0:3, 2:7)
- Сезон 2022/2023

1/8 финала: Мамонты Югры — Белые Медведи — 3:2 (4:3ОТ, 3:2ОТ, 0:3, 2:3, 4:1)
1/4 финала: Мамонты Югры — Чайка — 1:3 (3:2Б, 1:5, 1:2, 0:3)
- Сезон 2023/2024

1/8 финала: Мамонты Югры — Кузнецкие Медведи — 3:1 (1:2Б, 4:0, 1:0ОТ, 4:1)
1/4 финала: Мамонты Югры — Чайка — 1:3 (2:0, 1:4, 1:2ОТ, 1:2ОТ)

## Участники Кубка Вызова
Игроки, вызывавшиеся на Кубок Вызова МХЛ из состава «Мамонтов»: